# 卡爾斯圖拉

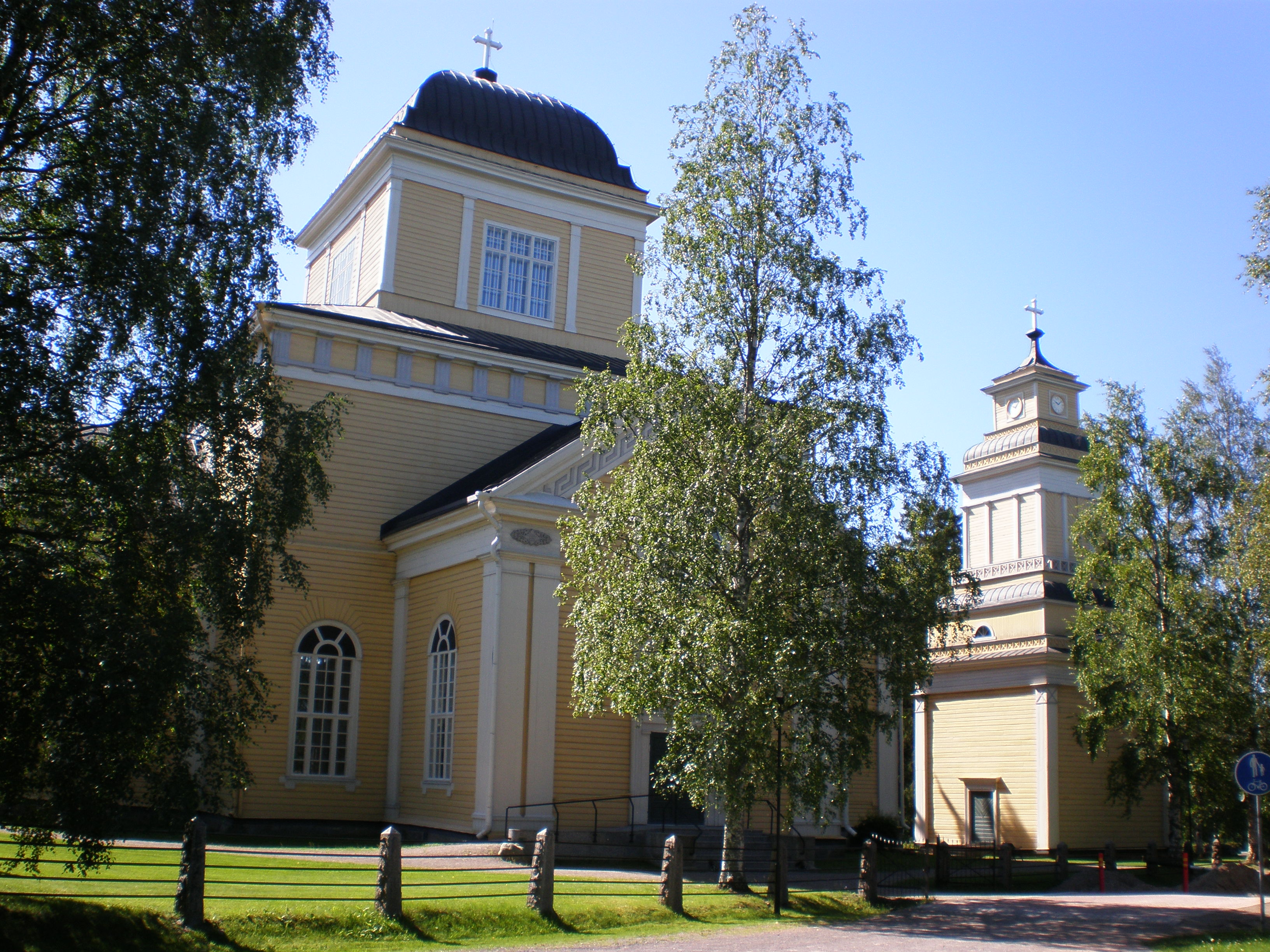

卡爾斯圖拉是芬蘭的城鎮，位於該國中部，由中芬蘭區負責管轄，始建於1867年，面積963平方公里，最高點海拔高度241米，2013年人口4,386，人口密度為每平方公里4.94人。

## 外部連結
- Municipality of Karstula（页面存档备份，存于） – Official website （文）
- Karstula official tourism site
- The International Shooting Week